# Ferrocarril de Alderney

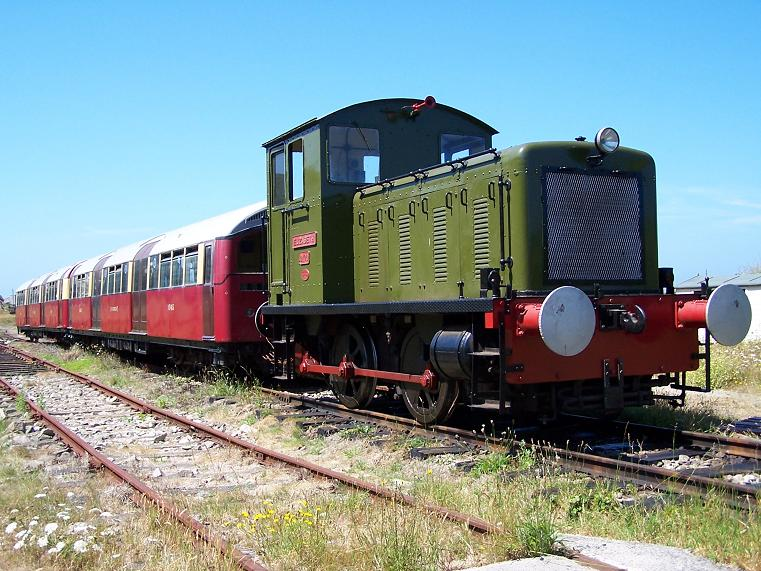
Locomotora diésel con coches que pertenecieron al Metro de Londres

El ferrocarril de Alderney está situado en la isla de Alderney y es el único ferrocarril activo en las Islas del Canal.
Inaugurado en 1847, el ferrocarril tiene en la actualidad una longitud de 3 km (2 millas) y conecta la estación de Braye Road en Saint Anne con la estación de Mannez Quarry en las proximidades del faro Alderney.
El ferrocarril está gestionado por voluntarios y funciona durante los fines de semana de verano y los días festivos.

## Historia
El ferrocarril fue construido por orden del almirantazgo, con el objetivo de transportar piedras desde las canteras de la isla hasta el puerto. Las canteras se hallaban en las proximidades de la estación de Mannez Quarry (literalmente Cantera Mannez). Las piedras se utilizaban para la construcción y posterior mantenimiento del rompeolas del puerto.
Durante la Segunda Guerra Mundial, la isla fue ocupada por fuerzas alemanas, que reemplazaron el ferrocarril con el ancho de vía de 1435 mm por un ferrocarril portátil de 600 mm de trocha. Al finalizar la guerra, se volvió al ancho original de 1435 mm.

## Material rodante

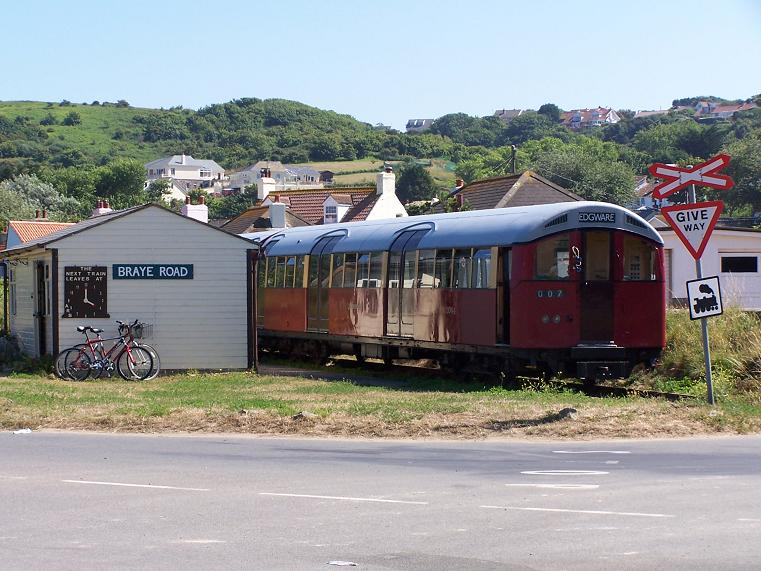
Coches para el servicio de pasajeros. Nótese el gálibo restringido para la operación en el metro de Londres

Actualmente el ferrocarril cuenta con una locomotora de vapor y otra con motor diésel, ambas clasificadas como 0-4-0 en el sistema de notación Whyte.
En 2001 el ferrocarril adquirió dos coches de segunda mano del metro de Londres, numerados 1044 y 1045. La carrocería de los coches es de aluminio y los encargados del ferrocarril esperan que ese material resista mejor el aire salino de la isla.